# فرانكي فورد
فرانكي فورد (بالإنجليزية: Frankie Ford)‏ هو مغني أمريكي، ولد في 4 أغسطس 1939 في غريتنا في الولايات المتحدة، وتوفي في 28 سبتمبر 2015.

## وصلات خارجية
- الموقع الرسمي
- فرانكي فورد على موقع IMDb (الإنجليزية)
- فرانكي فورد على موقع ميوزك برينز (الإنجليزية)
- فرانكي فورد على موقع أول ميوزيك (الإنجليزية)
- فرانكي فورد على موقع ديسكوغز (الإنجليزية)